# Serce i Rozum
Serce i Rozum – fikcyjne postacie znane z reklam Telekomunikacji Polskiej i Orange, bohaterowie kampanii reklamowej prowadzonej w latach 2010–2016.

## Bohaterowie – charakterystyka
- Serce (głos: Jarosław Boberek) – w reklamach reprezentuje emocje. W starszych spotach (TP) nosi pasiasty sweter i glany, a w nowszych (Orange) szarą bluzę i spodnie jeansowe. Oprócz tego na głowie ma zamek błyskawiczny i szwy. Wygląda jak ludzkie serce z doprawionymi tułowiem, rękami i nogami. Jest porywcze, energiczne i czasem lekkomyślne, ma skłonność do nadmiernego okazywania emocji.
- Rozum (głos: Michał Sitarski) – w reklamach reprezentuje racjonalność. W starszych spotach (TP) nosi drewniane okulary białą koszulę, zieloną kamizelkę i mokasyny, a w nowszych (Orange) pomarańczowe okulary ciemnoszarą marynarkę, pomarańczowy szal i spodnie jeansowe. Wygląda jak ludzki mózg z doprawionymi tułowiem, rękami i nogami. Zawsze myśli logicznie. Stara się być spokojny i opanowany w każdej sytuacji.
  - Renia – reniferzyca występująca głównie w reklamach o tematyce bożonarodzeniowej[1].
  - Pieszczoch – pupil Rozumu, którego ten otrzymał od Serca. Zachowuje się jak pies[2].
  - Oczy – grupa oczu, sąsiedzi i przyjaciele Serca i Rozumu[3].
  - Mistrz Do-Ping – znajomy Serca i Rozumu. Przypomina piłeczkę do ping-ponga. Pochodzi z Chin[4].
  - Dr Zając – zając-dentysta do którego Serce wybrało się raz na leczenie kanałowe. Ma żonę i pięcioro dzieci[5].
  - Myszata – mysz, która ciągnęła wóz Serca i Rozumu podczas przeprowadzki do Orange[6].

Serce i Rozum są animowani techniką CGI. Animacją bohaterów zajmowały się różne studia m.in. Xantus, HumanArk, AlienFX czy Platige Image.

## Geneza
W 2009 roku Telekomunikacja Polska zwróciła się do agencji Publicis Poland w celu stworzenia nowej kampanii reklamowej, która uwolniłaby markę spod topornego wizerunku jaki widniał w oczach wielu klientów. Wkrótce powstał koncept postaci Serca i Rozumu, w myśl Czy kierujesz się sercem czy rozumem, oferta TP jest dla ciebie. Twórcy duetu wkrótce stworzyli własną agencję reklamową, której nazwa (Heart & Brain) odnosi się do tych postaci.
Dwaj bohaterowie mieli być zupełnymi przeciwieństwami, zarazem obaj mieli skłaniać się ku ofercie TP (później Orange). Serce reprezentowało decyzje podejmowane pod wpływem emocji, zaś Rozum decyzje podejmowane racjonalnie.

## Kampania reklamowa
Reklamy były rozpowszechniane w postaci spotów telewizyjnych i radiowych, ulotek oraz eventów. Kampania z udziałem bohaterów odniosła ogromny sukces i szybko zyskała popularność, a także aprobatę wśród Polaków. Reklamy z Sercem i Rozumem opierały się głównie na humorystycznych dialogach dwójki, z naciskiem na gry słowne.

### Telewizja i radio
Pierwsze trzy telewizyjne spoty reklamowe z Sercem i Rozumem wyemitowano w czerwcu 2010 roku. Zatytułowane były Tadeo, Thriller i 20 mega na sekundę (ostatni był częścią kampanii Dociekliwe Serce). W każdym z nich bohaterowie omawiali w inną usługę TP (kolejno: usługi telefoniczne, pakiety telewizyjne i Neostradę). W międzyczasie pojawiały się także spoty przeznaczone do emisji radiowej.
Szczególną popularność zyskała reklama usługi FunPack HD emitowana w telewizji na przełomie listopada i grudnia 2011 roku. Dwaj bohaterowie parodiowali w nim piosenkę Suzanna zespołu The Art Company. Oficjalne wideo na YouTube zyskało obecnie ponad 2,5 miliona odsłon, zaś wersja rozszerzona blisko 780 tys.
Parodii w wykonaniu Serca i Rozumu doczekały się także pieśń ludowa Hej, sokoły (spot: Kolędnicy), piosenka Szklana pogoda zespołu Lombard (spot: Szklana pogoda), film Piła, kreskówka Wilk i Zając (oba w spocie Nie oddam!) i Sherlock Holmes Arthura Conana Doyle’a (spot: Sherlock). Odniesiono się także do Parku Jurajskiego w reżyserii Stevena Spielberga (spot: Steven).
Pierwszą reklamą zrealizowaną pod szyldem Orange był spot Włosy z kwietnia 2012 roku.
Ostatnia reklama z udziałem Serca i Rozumu zatytułowana była Orange Światłowód i emitowano ją w telewizji latem 2016 roku.
Reklamy z telewizji były wielokrotnie powielane w internecie.

### Internet – Facebook i YouTube
W 2011 roku założono oficjalny kanał Serce i Rozum na YouTube, na którym zaczęły pojawiać się reklamy telewizyjne i radiowe z Sercem i Rozumem. Obecnie zebrał on razem ponad 50 mln wyświetleń i ponad 19 tys. subskrybcji.
Do internetu co jakiś czas wypuszczano viralowe filmy z udziałem dwójki, np. Kaszpirowski, Pieprz i Sól czy Sąsiad. Pierwszy i trzeci parodiowały i wyśmiewały reklamy konkurencyjnej dla TP Netii, zaś drugi stanowił rozbudowaną reklamę usług TP. Wszystkie spoty zyskiwały mnóstwo odsłon na YouTube oraz Facebooku. Szczególnie viral Kaszpriowski miał ogromny wpływ na popularność kampanii z Sercem i Rozumem, po publikacji którego oglądalność reklam na YouTube wzrosła o 277%. Serce i Rozum ponownie sparodiowali Netię w 2013 roku w viralu Serce kręci reklamę z kotem.
W 2010 roku założono stronę bohaterów na Facebooku. Pojawiały się tam wpisy humorystyczne, nierzadko odnoszące się do oferty TP lub Orange lub samych reklam z udziałem bohaterów.
Wskutek osiągnięcia ogromnego sukcesu przez kampanię, strona zaczęła zyskiwać ogromne liczby polubień, aż w 2013 roku zliczono ich ponad 2 miliony. Fanpage Serca i Rozumu przez długi czas był najpopularniejszą stroną na polskim Facebooku (palmę pierwszeństwa stracił dopiero w 2016 roku na rzecz Play). Z tej okazji wypuszczono jubileuszowy spot dostępny tylko na kanale YouTube Serce i Rozum.
W 2015 doszło do rzekomego ataku hakerskiego na stronie. W rzeczywistości była to jednak kampania reklamowa Orange promująca usługę Cybertarcza.
Po podjęciu decyzji o zakończeniu kampanii w 2017 roku, postanowiono kontynuować działanie fanPage’a, lecz zmieniono jego profil na czysto rozrywkowy, bez treści reklamowych. Strona jest aktywna do dzisiaj.
Za komunikację w internecie odpowiadała agencja Lemon Sky z grupy Adv.pl.

### Prasa i eventy
Jako że kampania miała obejmować najróżniejsze środki przekazu, regularnie ukazywały się ulotki reklamowe TP i Orange emitowane przez agencję Art Graph. Popularność Serca i Rozumu doprowadziła do organizacji wielu znakowanych wizerunkami postaci eventów na terenie całego kraju.

## Rebranding i zakończenie kampanii
W 2012 roku podano do prasy informację o fuzji TP z Orange. Spowodowało to powstanie wielu plotek, jakoby kampania reklamowa z Sercem i Rozumem miała zostać zakończona. Plotki zdementowało Biuro Prasowe Orange Polska, tłumacząc, że bohaterowie pozostaną w reklamach Orange ze względu na ich ogromną popularność. Przeniesienie do Orange zarówno Serca i Rozumu, jak i wszystkich usług świadczonych przez TP okraszono kampanią reklamową zatytułowaną Przeprowadzka. Jej elementami były dwa spoty telewizyjne zatytułowane Przeprowadzka oraz Wyprowadzka. Przy tej kampanii z agencją Publicis Poland współpracowali twórcy duetu Serca i Rozumu z agencji Heart & Brain.
Ostatni spot z udziałem dwójki wyemitowano w telewizji w 2016 roku, zaś w 2017 oficjalnie ogłoszono zakończenie kampanii. Decyzję uzasadniono zużyciem się koncepcji.

## Maskotki
Okazjonalnie przy zakupie usług TP lub Orange można było otrzymać pluszowe podobizny bohaterów. Nie wprowadzono ich jednak nigdy do stałej sprzedaży.

## Aplikacje mobilne
Regularnie ukazywały się także aplikacje mobilne o Sercu i Rozumie na systemy Android i IOS:
- Trylogia gier platformowych:
  - Serce i Rozum (2011) – gra składała się z 20-stu poziomów, z czego 10 należało dodatkowo pobrać z Facebooka Serce i Rozum. Dwaj bohaterowie przemierzali w niej dom. W każdym poziomie należało pokonać przeszkody i doprowadzić ich do wyjścia[32].
  - Serce i Rozum 2 (2012) – gra o tematyce Euro 2012. Serce i Rozum przechodzili przez całą Polskę. Aby zakończyć poziom, należało dostać się do bramki, a następnie trafić do niej piłką. Po dotarciu do danego miasta przechodziło się poziom specjalny[33].
  - Serce i Rozum 3 (2015) – odświeżona i rozszerzona wersja pierwszej części. Do wyboru były cztery epizody: Wakacje, Kosmos, Święta i Wspomnienia. Zasady były zbliżone do tych z części pierwszej. Serce i Rozum mieli jednak bardziej rozbudowane funkcje, można było kupować im ulepszenia za żetony[34][35].

Gry zostały wykonane przez Looksoft Sp. z.o.o. Miały stanowić rozrywkę oraz przybliżyć ofertę TP/Orange.
- Serce&Rozum – w której znaleźć można było wszystkie reklamy telewizyjne z kampanii[36].
- zRozumSerce – zrealizowana wyłącznie w wersji beta. W niej bohaterowie „rozmawiali” z użytkownikiem używając cytatów z reklam TP[37].

## Nagrody i nominacje

### Nagrody
- Effie Awards (2011) – Grand Prix za kampanię Dociekliwe Serce[38]
- Polski Konkurs Reklamy KTR (2011) – srebrna nagroda w kategorii Kampanie za viral Pieprz i sól oraz złota nagroda za viral Kaszpirowski[39][40]
- Golden Arrow (2011) – wyróżnienie za kampanię w mediach społecznościowych[41]
- Webstar (2011) – Grand Webstar Creative – nagroda za najlepszą kampanię[42]
- Złote Orły (2011) – nagroda za komunikację internetową[43]
- Polski Konkurs Reklamy KTR (2012) – srebrna nagroda za reklamy produktów TP[44]
- Media Trendy (2013) – wyróżnienie za aktywność w social mediach w ramach kampanii[45]
- Effie Awards (2013) – złota nagroda w kategorii Long Term Excellence[46]

### Nominacje
- Warszawska Szkoła Reklamy (2010) – nominacja w konkursie na najlepszą reklamę prasową[47]
- Digital Dragons (2012) – nominacja w kategorii Najlepsza polska gra roku 2011 dystrybuowana cyfrowo dla aplikacji mobilnej Serce i Rozum[48]

Dodatkowo w rankingu portalu Wirtualnemedia.pl Serce i Rozum uznano za najlepszych brand heroes minionych lat.